# (467070) 2016 DN19
(467070) 2016 DN19 es un asteroide perteneciente al cinturón de asteroides, descubierto el 8 de noviembre de 2010 por el equipo Spacewatch desde el Observatorio Nacional de Kitt Peak (Arizona, Estados Unidos).